# فيرا بليس
فيرا بليس (بالإنجليزية: Vera Pless)‏ (من مواليد 5 مارس 1931) كانت عالمة رياضيات أمريكيى متخصصة في نظرية التوافقية والترميز. كما كانت أستاذة فخرية بجامعة إلينوي في شيكاغو.

## سيرتها الذاتية
وُلدت بليس في الجانب الغربي من شيكاغو لعائلة مهاجرة يهودية روسية. عندما كانت مراهقة، كانت اتهمامها منصبًا على عزف الكمان الأجهرأ كثر من اهتمامها بالرياضيات، لكنها تركت المدرسة الثانوية قبل عامين للذهاب إلى جامعة شيكاغو، وأنهت دراستها هناك خلال ثلاث سنوات. تأثرت بعالم الرياضيات إيرفينج كابلانسكي، فتوجهت لدراسة الجبر التجريدي، وتابعت تحصيلها الجامعي حتى حصلت على درجة الماجستير في عام 1952 بعد فترة قصيرة من زواجها من عالم فيزياء تجريبية. بعد ذلك بدأت العمل في مجال الفيزياء في جامعة شيكاغو، وسرعان ما فازت بمنحة للدراسة في جامعة نورث وسترن. ولما أصبح زوجها أستاذا في معهد ماساتشوستس للتكنولوجيا، انتقلت بليز معه إلى ولاية ماساتشوستس، حيث أكملت الدكتوراه في جامعة نورث وسترن في عام 1957 تحت إشراف طالب كابلنسكي المدعو أليكس ف. روزنبرغ، وذلك قبل ولادة طفلها الأول.
بعد عامين، شعرت بليز بالملل من مكوثها في المنزل، وبدأت في تدريس دورات في جامعة بوسطن، وبعد ذلك ببضع سنوات بدأت في البحث عن وظيفة بدوام كامل. ولما لم تقدر على الحصول على منصب أكاديمي، شغلت منصبًا في مختبر أبحاث القوات الجوية الأميركية في كامبريدج في ماساتشوستس. حيث بدأت العمل على رموز تصحيح الأخطاء. خلال هذا الوقت ساعدت في تأسيس منظمة تدعى «نساء في العلوم والهندسة»، وتولت رئاستها لفترة. بقيت في مختبر أبحاث القوات الجوية الأميركية من سنة 1963 حتى 1972. انتقلت فيما بعد إلى معهد ماساتشوستس للتكنولوجيا، حيث عملت كزميلة باحثة في مشروعMAC. عادت إلى شيكاغو في عام 1975 كأستاذة متفرغة لتدريس الرياضيات والإحصاء وعلوم الحاسوب في جامعة إلينوي في شيكاغو. بقي زوجها وابنها الأصغر في منطقة بوسطن، وبعد خمس سنوات من الانتقال، تطلقت من زوجها. تقاعدت في عام 2006، وتوفيت في 2 مارس 2020.